# Cantharocnemis strandi
Cantharocnemis strandi es una especie de escarabajo longicornio del género Cantharocnemis, tribu Cantharocnemini, orden Coleoptera. Fue descrita científicamente por Plavilstshikov en 1933.
El período de vuelo ocurre durante los meses de agosto, septiembre y noviembre.

## Descripción
Mide 20-30 milímetros de longitud.

## Distribución
Se distribuye por Arabia Saudita y Yemen.